# Draško Brguljan
Draško Brguljan (in montenegrino Драшко Бргуљан; 27 dicembre 1984) è un pallanuotista montenegrino e precedentemente jugoslavo, fino alla definitiva conclusione dell'esperienza federativa della Jugoslavia avvenuta nel 2003, nonché serbo-montenegrino, fino alla scissione della Serbia e Montenegro in due stati indipendenti occorsa nel 2006, vincitore di due argenti europei e di un bronzo ai Giochi del Mediterraneo di Almería del 2005.

## Palmarès

### Club
- Campionato montenegrino: 3

Primorac: 2006-07, 2007-08, 2023-24
- Coppa del Montenegro: 2

Primorac: 2008-09, 2024-25
- Eurolega: 1

Primorac: 2008-2009
- Supercoppa LEN: 1

Primorac: 2009
- Coppe LEN: 1

Vasas: 2022-23

### Nazionale
- Mondiali

Barcellona 2013: 
- Europei

Malaga 2008: 
Eindhoven 2012: 
Belgrado 2016: 
Budapest 2020: 
- World League

Čeljabinsk 2013: 
Dubai 2014: 
Budapest 2018: 
Tbilisi 2021: 